# Molinete (máquina)

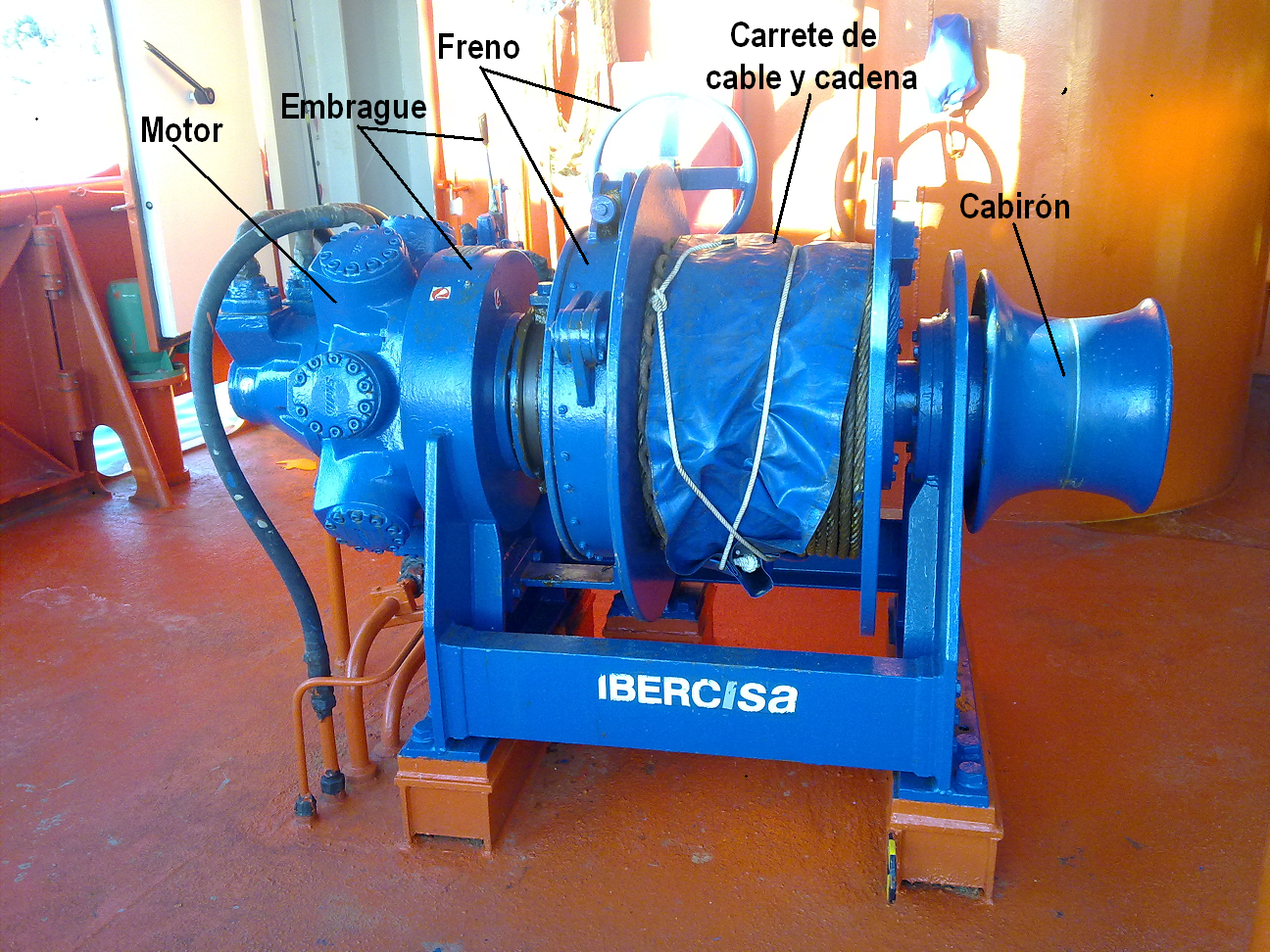
Chigre a motor usado para remolcar, con indicación de sus partes.

El molinete es una máquina que consiste en un tambor (cilindro) horizontal accionado mecánicamente por una banda que sirve para mover grandes pesos. Esencialmente, es un cabrestante horizontal.
El molinete se diferencia del rollete:
1. En el tamaño. El primero es una máquina, el otro un aparato.
2. En la energía. El primero requiere energía mecánica, el otro accionamiento manual.
3. En el uso. El primero se usa para grandes pesos, el otro para tensar cabos (cuerdas).
4. En la posición. El primero tiene una posición horizontal, el otro puede estar horizontal o verticalmente, lo que convenga ergonómicamente.

## Descripción
Se puede utilizar a bordo de un barco o en tierra firme. Los molinetes de embarcación se disponen en cubierta para operaciones de remolque o maniobras de ancla, con cabrestante u otros propósitos. También sirve para espiar la nave cuando el caso lo requiere.